# Earth & Fire
Earth and Fire foi uma banda de rock progressivo neerlandesa, constituída em 1968, nos Países Baixos pelos irmãos gémeos Chris and Gerard Koerts. Foram mais populares durante a década de 1970, a banda produziu vários sucessos nos Países Baixos. Apesar de ter esse sucesso no seu país natal, nunca tiveram êxito no Reino Unido e Estados Unidos da América. O seu maior êxito internacional foi a canção  "Weekend", nº1 nos Países Baixos (onde venderam 210.000 cópias e conseguiu estar durante 3 semanas consecutivas), Alemanha, Suíça, Dinamarca e Portugal. Ao que parece, o sucesso desta canção, deveu-se em parte à imagem sensual da vocalista Jerney Kaagman no vídeo da canção  com o seu fato-macaco de plástico azul cintilante, bem como a sua dança ondulante.

## Membros
- Vocalista: Manuela Berloth (1968-1969)
- Vocalista: Jerney Kaagman (1969-1983, 1987-1990)
- Guitarra:    Chris Koerts (1968-1979)
- Teclado, Produtor:	Gerard Koerts (1968-1983)
- Baixo: 	Hans Ziech (1968-1974)
- Baixo:      Theo Hurts (1974-1978)
- Baixo: Bert Ruiter (1978-1983, 1987-1990)
- Producer: Ton Scherpenzeel (1987-1990)
- Producer:	Jons Pistoor (1987-1990)
- Guitarra: 	Johan Slager (1979)
- Guitarra: 	Ronnie Meyjes (1980-1983)
- Guitarra: 	Age Kat (1987-1990)
- Bateria: 	Cees Kalis (1968-1970)
- Bateria: 	Ton van der Kleij (1970-1978)
- Bateria: 	Ab Tamboer (1976, 1978-1983, 1987-1990)
- Bateria: 	Mark Stoop (1990)

## Discografia
Tal como é referida em  

### Álbuns
- Earth and Fire (1970)
- Song of the Marching Children (1971)
- Atlantis (1973)
- To the World of the Future (1975)
- Gate to Infinity (1977)
- Reality Fills Fantasy (1979)
- Andromeda Girl (1981)
- In a State of Flux (1982)
- Phoenix (1989)
- Greatest Hits ( CD ) (1991)

### Singles
| Ano  | Lado A                          | Lado B                                                | Posição no top holandês | Álbum                         |
| Ano  | Lado A                          | Lado B                                                | NL                      | Álbum                         |
| ---- | ------------------------------- | ----------------------------------------------------- | ----------------------- | ----------------------------- |
| 1970 | "Seasons"                       | "Hazy Paradise"                                       | 2                       | Earth and Fire                |
| 1970 | "Ruby Is the One"               | "Mechanical Lover"                                    | 4                       | Earth and Fire                |
| 1970 | "Wild and Exciting"             | "Vivid Shady Land"                                    | 5                       | Earth and Fire                |
| 1971 | "Invitation"                    | "Song of the Marching Children"                       | 5                       | Song of the Marching Children |
| 1971 | "Storm and Thunder"             | "Lost Forever"                                        | 6                       | Song of the Marching Children |
| 1972 | "Memories"                      | "From the End Till the Beginning"                     | 1                       | —                             |
| 1973 | "Maybe Tomorrow, Maybe Tonight" | "Theme from Atlantis"                                 | 3                       | Atlantis                      |
| 1974 | "Love of Life"                  | "Tuffy the Cat"                                       | 2                       | To the World of the Future    |
| 1975 | "Only Time Will Tell"           | "Fun"                                                 | 12                      | To the World of the Future    |
| 1975 | "Thanks for the Love"           | "Excerpts from 'To the World of the Future'"          | 8                       | —                             |
| 1976 | "What Difference Does It Make"  | "What Difference Does It Make" (Instrumental version) | 12                      | —                             |
| 1977 | "7 8th Avenue"                  | "Dizzy Raptures"                                      | 18                      | Gate to Infinity              |
| 1979 | "Weekend"                       | "Answer Me"                                           | 1                       | Reality Fills Fantasy         |
| 1980 | "Fire of Love"                  | "Season of the Falling Leaves"                        | 23                      | Reality Fills Fantasy         |
| 1981 | "Dream"                         | "Jerney's Day Off"                                    | 27                      | Andromeda Girl                |
| 1981 | "Tell Me Why"                   | "What More Could You Desire"                          | —                       | Andromeda Girl                |
| 1982 | "Love Is an Ocean"              | "You"                                                 | —                       | Andromeda Girl                |
| 1982 | "Twenty Four Hours"             | "Strange Town"                                        | 13                      | In a State of Flux            |
| 1983 | "Jack Is Back"                  | "Hide Away"                                           | 29                      | In a State of Flux            |
| 1983 | "The Two of Us"                 | "Love Is To Give Away"                                | 32                      | In a State of Flux            |
| 1989 | "French Word for Love"          | "Gemini"                                              | —                       | Phoenix                       |
| 1990 | "Keep on Missing You"           | "Under a Burning Sky"                                 | —                       | Phoenix                       |
| 1990 | "Good Enough"                   | "Under a Burning Sky"                                 | —                       | Phoenix                       |